# Stochastic
A Stochastic a svéd Carbon Based Lifeforms ambient duó hatodik (a Notch-ként kiadott The Path albumot is számítva hetedik) nagylemeze. Akárcsak a 2011-es Twentythree, az album nem az együttestől megszokott acid/ambient, hanem minimalista deep ambient stílusú zene.

## Keletkezése
A zenészek leírása szerint az album egy kísérlet eredményeként született: a hangokat, harmóniákat, frekvenciákat mesterséges neurális hálózatokat használó impulzusgenerátorokkal készítették, majd szintetizátorok hozták létre magukat a számokat véletlenszerűen generált szekvenciákkal vagy pedig ismételt és véletlenszerűen modulált burkológörbékkel.
A számokat Clavia G2 Engine, Clavia Nord/Micro Modular, TeenageEngineering OP-1, és Moog One polifónikus analóg szintetizátoron szekvenálták és adták elő.

## Leírása
Az együttes legtöbb más albumával ellentétben a Stochastic nem psybient, hanem minimalista deep ambient zene. Ezzel visszatértek a 2011-es Twentythree lemez stílusához, de a Stochastic még annál is szabadabb, kötetlenebb formájú és minimalistább megközelítésű. A Sputnik Music szerint a legtöbb szám jeges hangulatot teremt, mintha egy űrkutatásról vagy egy poszt-apokaliptikus Földről szóló film zenéjének szánták volna, de néhány szám (6EQUJ5, Sphere Eversion) bensőségesebb hangzású, mások (Probability Approaches Infinity, Finite State Space, Mycorrhizal Network) sötét tónusúak és a dark ambient irányába mozdulnak el. Összességében egy kellemes, összefüggő ambient élmény azok számára, akik hajlandóak belemerülni.
A számok címei különböző természeti jelenségekkel, tudományos eredményekkel és a világegyetem rejtélyeivel állnak kapcsolatban. A 6EQUJ5 az úgynevezett Hűha! jelre utal.
A zenészek szerint az album alkalmas „passzív hallgatásra”; egyszerre pihenteti és ösztönzi az agyat.

### Számlista
1. 6EQUJ5
2. Holding Time
3. Hello From The Children Of Planet Earth
4. Probability Approaches Infinity
5. Stókhos
6. Mycorrhizal Network
7. Delsjön
8. Sphere Eversion
9. Eigenvector
10. Finite State Space